# Leica M10-D
Leica M10-D — це цифрова фотокамера з далекоміром, випущена компанією Leica Camera 24 жовтня 2018 року. 
Апарат має повністю металевий, литий корпус з магнієвого сплаву, та шкіряне покриття.
M10-D є аналогом іншої моделі Leica, M10, на відміну від якої замість екрану на задній панелі розташований циферблат компенсації експозиції чорного кольору. 
В порівнянні з M-D (Typ 262), M10-D має колесо налаштування ISO на верхній панелі. 
M10-D також має важіль взводу затвора, який функціонує лише як стилізований упор для великого пальця. 
Окрім експозиції, ISO, діафрагми та витримки, всі інші налаштування потрібно робити через додаток Leica Fotos. Додаток дозволяє камері з'єднуватися зі смартфоном через Wi-Fi. 
M10-D має датчик 24 Мп та процесор Maestro II. Він пропонує ISO до 50000 і 5 кадрів в секунду.
Камера продається за ціною близько 7000-8000 доларів.
В лінійці виробника модель замінена M11.